# Eugenia nigerina
Eugenia nigerina är en myrtenväxtart som beskrevs av Auguste Jean Baptiste Chevalier. Eugenia nigerina ingår i släktet Eugenia och familjen myrtenväxter. Inga underarter finns listade i Catalogue of Life.